# Lofotr
Lofotr er et rekonstrueret vikingeskib, der tilhører Lofotr Vikingmuseum på Lofoten i Nordnorge. Skibet blev fremstillet i 1992 som en kopi af Gokstadskibet. Der er brugt fyretræ i stedet for eg til skroget
Det er 23, 3 m langt, og på det bredeste sted er det 5,4 m. Det har 16 par årer, og fuldt lastet kan der være op mod 100 mand ombord.